# ツヅラト峠
ツヅラト峠（ツヅラトとうげ）は、三重県度会郡大紀町と同県北牟婁郡紀北町の間にある峠。古くは紀伊国の玄関口、伊勢国と紀伊国の国境だった峠である。北緯34度14分35秒 東経136度19分42秒 / 北緯34.24306度 東経136.32833度

## 概要
世界遺産熊野古道の中にある峠で海抜は357m。紀北町側に約300mにわたって石畳道が残る。伊勢路の中では3番目に観光客が多く、2012年は30,183人が訪れた。
「ツヅラト」の名は、峠道が九十九折りの急坂であることにちなむとされ、あまりに急であることから徳川頼宣が紀州藩主を務めた頃に荷坂峠（現国道42号）を越えるルートに熊野街道が変更された。その後も昭和初期までは生活道として使用された。
2024年には、登山者がツキノワグマの襲撃を受けて負傷する事件が発生。野生動物への警戒が必要な地域となっている。

## 峠道の名所

### 大紀町側
- 紀州公句碑 - 当地を訪れた紀州藩主（詳細は不明）が詠んだとされる「牟婁こえて 鶯聞くや 梅が谷」の句が刻まれた碑[2]。

### 紀北町側
- ツヅラト峠頂上 - 標高357m[2]。赤羽川河口に広がる紀伊長島中心街を一望する[2]。
- 石垣 - 野面乱層積（のづららんそうづみ）で造られ、峠道の法面（のりめん）を保護する[2]。
- 庚申堂 - 江戸時代に造られた3体の石仏を納める[2]。